# الوعي بلا اختيار
يُفترض الوعي بلا اختيار في الفلسفة وعلم النفس والروحانية ليكون حالة وعي كامل غير متعمد للحاضر دون تفضيل أو حاضر أو دراية. شاع المصطلح في منتصف القرن العشرين من قبل جدو كريشنامورتي، الذي يشكل في فلسفته موضوعًا مركزيًا. تم تطوير مفاهيم مماثلة أو ذات صلة سابقًا في العديد من التقاليد الدينية أو الروحية. تم استخدام المصطلح (أو غيره من الأمثلة) أيضًا لوصف ممارسات التأمل التقليدية والمعاصرة، العلمانية والدينية. بحلول أوائل القرن الحادي والعشرين، ظهر الوعي غير المختار كمفهوم أو مصطلح في مجموعة متنوعة من المجالات، بما في ذلك علم الأعصاب والعلاج وعلم الاجتماع، وكذلك في الفن. ومع ذلك، كان نهج كريشنامورتي للموضوع فريدًا ويختلف عن المفاهيم السابقة واللاحقة.

## جدو كريشنامورتي
يعتبر الوعي بلا اختيار موضوعًا رئيسيًا في معرض الفيلسوف الهندي جدو كريشنامورتي (1895-1986). وبداية من ثلاثينيات القرن العشرين، كان كثيراً ما يعلق على الموضوع، الذي أصبح موضوعاً متكرراً في عمله. يعتبر أنه كان مسؤولاً بشكل أساسي عن الاهتمام اللاحق بكل من المصطلح والمفهوم.
رأى كريشنامورتي أنه بعيدًا عن الأمور التقنية والعملية بدقة، فإن وجود الاختيار وفعله يشير إلى الارتباك والتحيز الدقيق: الفرد الذي يدرك موقفًا معينًا بطريقة غير منحازة، دون تشويه، وبالتالي بوعي كامل، سيتصرف فورًا وبطبيعة الحال. وفقًا لهذا الوعي سيكون الفعل مظهرًا ونتيجة لهذا الوعي، وليس نتيجة الاختيار. مثل هذا العمل (ونوعية العقل) بطبيعته بدون صراع.
ولم يقدم أي طريقة لتحقيق هذا الوعي. ومن وجهة نظره فإن تطبيق التقنية من غير الممكن أن يتطور إلى انعدام جدلية حقيقي أو يؤدي إليه ــ تماماً كما يؤدي الاستخدام المتواصل للجهود إلى بذل جهد وهمي، الواقع أن العمل العادة. بالإضافة إلى ذلك، يرى أن جميع الطرق تؤدي إلى حدوث تضارب محتمل أو فعلي، الناتجة عن جهود الممارس للامتثال.ووفقاً لهذا التحليل، فإن جميع الممارسات الرامية إلى تحقيق الوعي بلا خواقة لها تأثير معاكس: وهي تمنع عملها في الوقت الحاضر بمعاملتها كمستقبل، نتيجة متعمدة، علاوة على نتيجة مشروطة بتوقعات الممارس الضمنية أو المعلنة.